# Smith machine

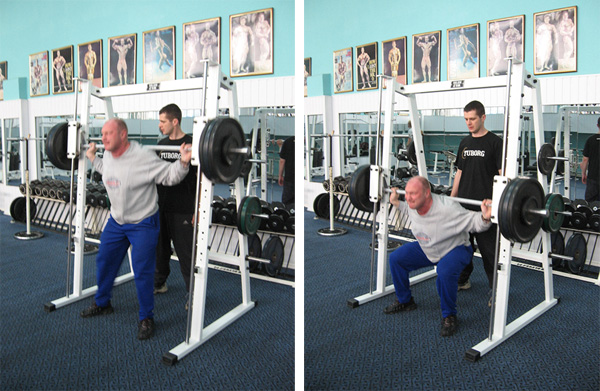
Esempio di esercizio (squat) alla smith machine

La Smith machine o Multipower è un macchinario con bilanciere guidato utilizzato nell'esercizio con i pesi per simulare il movimento di molti esercizi ai pesi liberi dedicati a vari gruppi muscolari.

## Caratteristiche
Le più comuni forme di attrezzature usate nell'esercizio coi pesi sono cosiddetti "pesi liberi" e i macchinari. Questi possono essere definiti come esercizi in forma libera o in forma rigida. Gli esercizi in forma libera permettono un movimento su piani multipli e richiedono equilibrio. Gli esercizi in forma rigida mantengono lo schema motorio lungo tutto il range di movimento (ROM) percorso. Un esercizio alle macchine può sostituire un esercizio ai pesi liberi e viceversa per ottenere uno stimolo muscolare differente percorrendo un simile range di movimento. La sostituzione può essere motivata dalla necessità di testare nuove varianti, da generali necessità di allenamento specifiche, da eventuali strategie riabilitative, o dall'abilità dell'atleta. La Smith machine - che prende il nome da Rudy Smith, proprietario di una palestra che commissionò il progetto originale negli anni settanta - può rientrare sotto la definizione di macchinario. Essa è formata da un bilanciere dalle dimensioni analoghe al bilanciere olimpionico e dei dischi (zavorre) comunemente usati negli esercizi ai pesi liberi. Il bilanciere è collegato ad entrambe le estremità a due barre in acciaio posizionate in verticale che fungono da guida su cui questo scorre su e giù attraverso un piano vincolato perfettamente in verticale. 
Il movimento verticale della barra rimane su una traiettoria rigida e guidata limitando il movimento del sollevatore. La riduzione della necessità di mantenere l'equilibrio durante l'esecuzione del gesto atletico su bilanciere può aumentare la sicurezza nell'utilizzo di questo macchinario. Un'ulteriore sicurezza è rappresentata dalla presenza dei numerosi perni di sicurezza installati ai lati della struttura, a distanza di pochi centimetri l'uno dall'altro lungo l'intero range di movimento del bilanciere. Alle estremità del bilanciere sono fissati dei ganci che solo con una leggera rotazione del polso riescono ad agganciarsi ai perni di sicurezza collocati lateralmente sulla struttura del macchinario. La rotazione del bilanciere in senso inverso porta a sbloccarlo dei perni per consentirne la mobilizzazione. Due staffe regolabili sono montate nel punto inferiore del range di movimento ricercato dal sollevatore o necessario per svolgere l'esercizio. Queste staffe servono a bloccare il bilanciere durante un'eventuale caduta se l'atleta non riesce a bloccarlo sui perni appositi.
La maggiore sicurezza e la grande versatilità e varietà di esercizi eseguibili hanno contribuito a rendere popolare e diffuso il macchinario nelle palestre e in generale nell'ambito dell'esercizio con sovraccarichi. La barra scorrevole su un piano verticale può tuttavia causare alterazioni nella tecnica esecutiva, nel reclutamento dei gruppi muscolari e nell'espressione della forza rispetto agli esercizi ai pesi liberi. Rimanendo sull'idea centrale di un movimento del bilanciere vincolato, sono state sviluppate nel tempo varie modifiche al disegno di base della macchina con l'obiettivo di superare i suoi presunti limiti reali o percepiti.

### Varianti
- Smith machine con contrappesi: La prima variante della smith machine prevede l'uso di contrappesi. Essa comprende una corda attaccata al bilanciere che passa sopra una puleggia che termina con una zavorra sospesa all'altro lato[7].
- Smith machine con resistenza viscosa: Alcune smith machine disponibili sul mercato sono dotate di una "resistenza viscosa". Ciò significa che la resistenza effettiva percepita dall'atleta esercita una forza contro il bilanciere che aumenta in proporzione alla velocità del movimento[7].

## Vantaggi della Smith machine
La Smith machine gode di svariati pregi rispetto ai pesi liberi. Le aste di guida della macchina eliminano la necessità di mantenere in equilibrio il bilanciere, in modo da potersi concentrare esclusivamente sul sollevamento del peso. Questo perché l'esecutore non deve impegnarsi nel mantenere in equilibrio l'attrezzo su tre piani di lavoro, ma deve preoccuparsi solo di spingere il sovraccarico verso l'alto. Dal punto di vista strettamente pratico, se l'esecutore si ritrova in difficoltà può limitarsi a ruotare la barra per agganciarla sui perni di sicurezza. È quindi possibile bloccare il movimento a metà del ROM senza che il bilanciere caschi verso il basso. Il bilanciere della smith machine è generalmente controbilanciato in modo che il suo peso sia significativamente ridotto. È possibile utilizzare la smith machine per una grande varietà di esercizi, anche se la traiettoria rigida impone l'adattamento e l'alterazione di alcuni movimenti e piani di lavoro. Il macchinario è stato reputato da alcuni ricercatori come adatto per gli atleti in fase di riabilitazione, principianti, giovanissimi o anziani. Ulteriori benefici riconosciuti dai ricercatori sono:
- la mancata richiesta di stabilità ed equilibrio la rendono più sicura dei pesi liberi sotto l'aspetto della prevenzione di infortuni causati da movimenti errati;[2][5][6][7]
- l'inferiore richiesta di uno sviluppo delle abilità coordinative rispetto agli stessi esercizi eseguiti al bilanciere libero la rende più desiderabile da parte di soggetti inesperti ed amatori con finalità non competitive;[2][7]
- rende meno necessaria la presenza di un assistente (spotter) per poter consentire lo svolgimento dell'esercizio senza rischi;[6][9]
- nonostante la traiettoria vincolata possa ostacolare l'intervento della muscolatura sinergica, è stato ipotizzato che la mancata richiesta di equilibrio possa permettere di migliorare l'attenzione verso l'esecuzione del gesto e la produzione della forza dei muscoli agonisti;[2][5][10]
- questo effetto può essere maggiore negli atleti più esperti poiché i muscoli agonisti sono più sviluppati;[10][11][12][13]
- riducendo la richiesta di equilibrio la smith machine ha il vantaggio di permettere agli atleti di forza di utilizzare carichi sovramassimali con maggiore sicurezza lungo un range di movimento parziale se viene ricercato un allenamento specializzato;[11][14]
- il movimento obbligatoriamente vincolato può offrire delle condizioni più favorevoli e sicure nell'esercizio pliometrico;[15]

## Svantaggi della Smith machine
La traiettoria vincolata imposta dalla smith machine assicura che la barra non segua un percorso deviato. Questo significa che esercizi come lo squat, le distensioni su panca e la shoulder press, in cui il bilanciere normalmente percorre un piano di lavoro ad arco, porteranno ad un ulteriore stress sulle articolazioni. Ad esempio nella panca piana, la macchina impone un percorso vincolato verticale mentre ai pesi liberi la traiettoria segue un andamento irregolare a S durante la risalita. Obbligando ad un movimento perfettamente verticale il carico sulla smith machine può risultare ridotto a causa dell'alterazione della meccanica e del differente reclutamento dei muscoli coinvolti. I pesi liberi impongono una condizione di instabilità su tre piani di lavoro obbligando l'atleta a contrarre la muscolatura in maniera più naturale ed esercitando la forza ad una velocità non costante. Ciò può essere particolarmente importante per chi intende sviluppare la forza muscolare dei muscoli agonisti impegnandoli nel contempo a fornire stabilità al corpo assieme ai muscoli stabilizzatori. Queste qualità non vengono allo stesso modo sviluppate con i macchinari, e quindi con la smith machine. Poiché la necessità di un equilibrio tra gli arti destro e sinistro viene rimosso quando si utilizza la Smith machine, è possibile che un arto si incarichi di maggiore lavoro. Alcuni esercizi non possono essere eseguiti in modo sicuro sulla smith machine, riducendone la sua versatilità. Infine, la Smith machine tende a risultare piuttosto ingombrante e costosa. Riassumendo, i principali svantaggi della smith machine segnalati, spesso oggetto di controversia, sono:
- è stato proposto che la traiettoria vincolata, innaturale e poco fisiologica possa enfatizzare lo stress sulle articolazioni coinvolte[17], ma ciò non sembra essere stato dimostrato definitivamente[6][7], poiché altre ricerche hanno provato che in relazione ad alcuni esercizi la modifica degli angoli di lavoro delle articolazioni può ridurre o annullare lo stesso stress articolare;[18][19]
- la condizione di massima stabilità porta a non sviluppare adeguatamente l'equilibrio e a ridurre il reclutamento dei muscoli stabilizzatori e sinergici[5][11][20], anche se l'intervento di alcuni muscoli sinergici può aumentare a scapito di altri;[21]
- è stato giudicato un macchinario inadatto a rafforzare i muscoli stabilizzatori e sinergici rispetto ai pesi liberi;[5][11][20][21]
- l'attivazione dei muscoli agonisti in alcuni casi si è rivelata inferiore[20], in altri analoga[21], e in altri superiore[11], per tanto non sembra essere stata stabilita definitivamente un minore capacità di stimolare i muscoli agonisti;
- sembra imporre il sollevamento di carichi inferiori agli esercizi ai pesi liberi[21], anche se queste conclusioni non sono definitive e non sembrano valere indistintamente per tutti gli esercizi[2] o per entrambi i sessi[2];

## Paragone tra carichi di lavoro
Come evidenziato da alcuni autori e scienziati, il paragone del carico di lavoro tra macchine e pesi liberi può essere piuttosto difficile e talvolta impossibile da effettuare. Queste differenze condizionano o possono condizionare l'espressione della forza, che può presentarsi maggiore in una delle due modalità. È stato stabilito che la conformazione della smith machine implichi un'alterazione della capacità di sollevamento del carico rispetto ai pesi liberi. Ad esempio, lo squat alla smith machine richiede meno equilibrio per eseguire il gesto, il che può permettere il sollevamento di carichi proporzionalmente maggiori. Per quanto riguarda la panca piana con bilanciere, anche in questo caso esiste una differenza sostanziale indotta dal movimento vincolato. Nella variante ai pesi liberi il movimento non è perfettamente verticale, ma segue una traiettoria a "S" o a "C" in direzione delle spalle durante la fase di risalita. La smith machine impedisce il compimento di questa traiettoria fisiologica, imponendo un movimento su un piano di lavoro perfettamente verticale, causando potenzialmente una minore capacità di sollevamento del carico in proporzione ai pesi liberi a causa della variazione nella meccanica del macchinario. Tuttavia, anche se il tipo di attrezzatura può condizionare l'espressione della forza, molti altri fattori influiscono sulle misurazioni della forza muscolare tra smith machine e pesi liberi. Tra questi fattori, vanno citati il controllo neuromuscolare, il tipo di fibre muscolari reclutate, la lunghezza dei sarcomeri, l'angolo di lavoro, la relazione forza-velocità, il potenziale elastico del muscolo e l'inibizione neuromuscolare. Anche l'abilità e l'esperienza e la composizione corporea sono in grado di influenzare la prestazione. Ognuno di questi fattori, o una combinazione tra loro, influenza direttamente l'abilità del corpo di generare sufficiente forza per sollevare il carico. Inoltre, le differenze tra i sessi possono influenzare la prestazione fisica e sono e sono influenzate dalla diversa composizione corporea, dalla potenza aerobica e dalla forza muscolare. Come menzionato, è stato osservato che il carico tra pesi liberi e smith machine a parità di ripetizioni massime (ad esempio 8-RM) risulti differente, anche se non è stato stabilito definitivamente quale delle due varianti consenta di sollevare il maggior carico assoluto in quanto i risultati delle ricerche differiscono tra loro, soprattutto in relazione al tipo di esercizio usato. Ad ogni modo, ognuno dei due esercizi prevederà un diverso carico assoluto se si intende raggiungere un preciso numero di ripetizioni, e quindi una precisa intensità relativa.

## Evidenze scientifiche
Sebbene la Smith machine possa essere utilizzata per simulare una grande varietà di esercizi ai pesi liberi, i movimenti testati nelle varie ricerche sono essenzialmente quelli dello squat e delle distensioni su panca. Gli studi comparativi tra la smith machine e i pesi liberi hanno esaminato principalmente due aspetti, ovvero la differenza nell'attivazione muscolare (attività EMG) dei muscoli agonisti, sinergici e stabilizzatori, e la differenza nell'espressione della forza massima (1-RM) e quindi del carico sollevato a parità di ripetizioni massime (RM). Ulteriori test comparativi prevedevano l'analisi cinematica, lo stress articolare o l'esposizione ad infortuni.

### Squat
Abelbeck (2002) definì un modello meccanico dello squat sul piano sagittale alla smith machine che consentiva una variazione della posizione dei piedi. Questo modello mostrò una riduzione del carico sulle ginocchia e un aumento sulle anche quando i piedi venivano posizionati anteriormente al corpo. Egli concluse che la posizione dei piedi durante l'esecuzione della smith machine è un fattore determinante sul sovraccarico delle anche e delle ginocchia, e di conseguenza sui gruppi muscolari stressati.
Jacobson (2003) stabilì che lo squat alla smith machine causasse una maggiore forza di compressione e una maggiore forza antero-posteriore sulle ginocchia rispetto allo squat ai pesi liberi.
Gallo et al. (2004) analizzarono due soggetti che avevano accusato un grave infortunio da distrazione da flessione alla spina nella zona toraco-lombare eseguendo lo squat alla smith machine commettendo un grave errore durante l'esecuzione. In entrambi i casi i soggetti erano principianti e non avevano esperienza sull'uso delle macchine o dei pesi. Non riuscirono a bloccare i ganci del bilanciere sui perni laterali, non installarono correttamente le staffe di sicurezza e non si fecero seguire da un assistente durante l'esecuzione di un gesto poco conosciuto. Il documento si limitava a riportare le gravi conseguenze a lungo termine causate dall'infortunio alla smith machine, ma non venne trattata la gravosità eventuale indotta dal macchinario in condizioni di corretta esecuzione del movimento, per tanto questo non è rilevante ai fini comparativi.
Anderson e Behm (2005) vollero determinare le differenze nell'attività elettromiografica dei muscoli soleo, vasto laterale, bicipite femorale, stabilizzatori addominali, erettori spinali lombari superiori e erettori spinali lombo-sacrali eseguendo diverse forme di squat, ai pesi liberi, alla smith machine, o su cuscini per la stabilità. Oggetto del test erano 14 soggetti maschi. L'attività di soleo, stabilizzatori addominali, erettori spinali lombari superiori e lombo-sacrali era maggiore durante lo squat sui cuscini e inferiore con la smith machine. L'aumento dell'attività EMG di questi muscoli è stata attribuita al loro ruolo stabilizzatore e posturale. Inoltre, l'attività EMG era maggiore durante la fase concentrica rispetto a quella eccentrica della contrazione. Secondo i ricercatori, eseguire lo squat su una superficie instabile può permettere degli adattamenti dei muscoli del tronco responsabili del supporto della colonna (erettori spinali) così come dei muscoli responsabili del mantenimento della postura (soleo). La smith machine fornì i risultati più scadenti sotto il profilo dell'attivazione dei muscoli stabilizzatori, ma l'attività EMG dei quadricipiti (esaminando solo il vasto laterale) era in assoluto maggiore durante lo squat alla smith machine. Una limitazione di questo studio consisteva nell'uso dello stesso carico assoluto per entrambi gli esercizi. L'intensità relativa in condizioni di maggiore stabilità (ad esempio alla Smith machine) sarebbe stato basso perché la produzione della forza muscolare durante questo movimento è superiore al più instabile squat ai pesi liberi.
Cotterman et al. (2005) paragonarono lo squat e la panca piana ai pesi liberi o alla smith machine per valutare le differenze nella forza massimale misurata tramite il One-repetition maximum (1-RM). Un gruppo di 16 uomini e 16 donne completarono un test di 1-RM. Per quanto riguarda lo squat, venne stabilito che l'1-RM era maggiore alla smith machine che ai pesi liberi solo nelle donne, mentre negli uomini non c'era differenza. Inoltre, i ricercatori analizzarono le differenza nella cinematica dei due tipi di squat. Venne ipotizzato che il movimento rigido verticale del bilanciere imposto dal macchinario portasse a variazioni cinematiche sulle articolazioni e sulla traiettoria del bilanciere che influenzano la cinetica articolare.
Schwanbeck et al. (2009) vollero stabilire le differenze nell'attività dei muscoli agonisti e stabilizzatori delle gambe e del tronco tra squat ai pesi liberi e alla smith machine tramite misurazione elettromiografica (EMG), dove il carico sollevato corrispondeva alle 8-RM (ripetizioni massime) per ogni esercizio. In questo senso venne corretto l'errore di valutazione di alcuni precedenti in cui venne usato lo stesso carico per entrambe le varianti, usando in questo caso diversi carichi assoluti. Sei partecipanti eseguirono una serie da 8-RM (ripetizioni massime a cedimento) per ognuna delle due varianti in ordine casuale con un minimo di 3 giorni di riposo tra i test, misurando l'attività elettromiografica di tibiale anteriore, gastrocnemio, vasto laterale, vasto mediale, bicipite femorale, erettori spingali lombari, e retto dell'addome. L'attività EMG di gastrocnemio, bicipite femorale, e vasti laterale e mediale risultò maggiore nello squat ai pesi liberi rispetto alla smith machine, mentre non furono registrate differenze significative nell'attività degli altri muscoli analizzati tra le due varianti. Tuttavia, l'attività muscolare media complessiva secondo le misurazioni EMG era del 43% superiore nello squat libero. La maggiore attività del bicipite femorale e del gastrocnemio durante lo squat ai pesi liberi è stata attribuita al ruolo più importante dei flessori del ginocchio nello stabilizzare e supportare le articolazione delle caviglie, le ginocchia e le anche in una condizione più instabile. I ricercatori conclusero che lo squat ai pesi liberi può essere più vantaggioso rispetto all'esecuzione alla smith machine per i soggetti che intendono rafforzare i flessori plantari, i flessori del ginocchio e gli estensori del ginocchio.
Biscarini et al. (2011) osservarono che l'esecuzione dello squat alla smith machine può essere modellata per modulare le distribuzione dell'attività muscolare e dei carichi articolari. Per un dato valore dell'angolo ginocchio, la flessione del busto in avanti, spostando i piedi in avanti davanti alle ginocchia, e spostando la distribuzione del peso verso l'avampiede, enfatizza il carico sulle anche e sulla zona lombosacrale, riducendo anche il carico sul ginocchio e le forze di compressione femoro-tibiale e femoro-rotulea (e viceversa). Le forze di taglio sulla zona tibio-femorale mostrano tendenze più complesse che dipendono fortemente dall'angolo del ginocchio. In particolare, il sovraccarico sul ginocchio e le forze di taglio sull'articolazione tibio femorale e sul legamento crociato possono essere annullate selezionando gli adeguati angoli di lavoro della caviglia e dell'anca. Il carico sul legamento crociato posteriore aumenta (diminuisce) con l'estensione del ginocchio tra i 180° e i 130°, con la flessione del busto in avanti, e spostando i piedi in avanti, di fronte alle ginocchia. Nel range tra 150° e 130°, il comportamento cambia a seconda della distribuzione del peso sul piede. Il documento spiega le condizioni per lo sviluppo di un sovraccarico sul legamento crociato anteriore e presenta delle indicazioni per un uso prudente dello squat alla smith machine nei programmi di rafforzamento e di riabilitazione.

### Distensioni su panca
McCaw e Friday (1994) furono tra i primi ricercatori a quantificare direttamente le differenze nell'attivazione muscolare di deltoide anteriore e laterale, tricipite brachiale e grande pettorale durante l'esecuzione della panca piana ai pesi liberi o alla macchina (chest press) tramite misurazione elettromiografica (EMG). Essi trovarono una maggiore attivazione del deltoide durante la panca ai pesi liberi al 60% 1-RM, ma ciò non era evidente all'80% 1-RM. Essi conclusero che la maggiore attivazione muscolare era dovuta al suolo stabilizzatore dei deltoidi sull'omero durante i pesi liberi, ipotizzando che questo era evidente solo a basse intensità a causa della rigidità articolare.
La stessa ricerca di Cotterman et al. (2005) citata in precedenza per l'analisi dello squat ha testato anche le differenze nella forza massima (1-RM) tra distensioni su panca con bilanciere o alla smith machine. Mentre i risultati indicarono che sullo squat non ci fosse una significativa differenza tra pesi liberi e smith machine negli uomini, nelle distensioni su panca il 1-RM era maggiore sui pesi liberi che alla macchina. Anche paragonando i due sessi, questi risultati furono confermati per entrambi a differenza dello squat, in cui per le donne la smith machine consentiva un maggiore 1-RM.
Schick et al. (2010) condussero uno studio simile a quello di McCaw e Friday (1994), ma in questo caso utilizzarono la smith machine al posto della chest press per valutare le differenze nell'attività EMG tra distensioni su panca ai pesi liberi o alla macchina. Similmente allo studio citato, venne misurata l'attività dei muscoli deltoide anteriore e laterale, e grande pettorale sui due esercizi utilizzando carichi ad intensità del 70% 1-RM o del 90% 1-RM. I risultati indicarono che la panca piana ai pesi liberi portava ad una maggiore attivazione del deltoide laterale e anteriore rispetto alla smith machine, mentre anche il grande pettorale subiva una meno significativa riduzione dell'attività. Inoltre venne registrata una maggiore attivazione ad intensità del 90% 1-RM più che al 70% 1-RM. In base a questi risultati i ricercatori suggerirono che gli allenatori dovrebbero considerare la scelta della panca piana ai pesi liberi piuttosto che alla smith machine grazie al suo maggiore potenziale nello sviluppo della muscolatura della parte superiore del corpo.
Saeterbakken et al. (2011) paragonarono la forza massima (1-RM) e l'attività muscolare mediante elettromiografia (EMG) di grande pettorale, deltoide anteriore, bicipiti e tricipiti fra tre varianti delle distensioni su panca, ovvero distensioni con bilanciere, con manubri o alla smith machine. Venti uomini allenati parteciparono al test eseguendo gli esercizi citati a distanza di 3-5 giorni di riposo tra le sessioni. Il carico sulle distensioni con manubri era del 14% inferiore rispetto alla smith machine e del 17% inferiore rispetto alle distensione con bilanciere. Il carico sulle distensioni con bilanciere libero era di conseguenza del 3% superiore in paragone alla smith machine. Contrariamente a quello che era stato rilevato da ricerche precedenti, non venne osservata alcuna differenza nell'attivazione del grande pettorale e del deltoide anteriore tra le 3 varianti. Le differenze furono notate nell'attività del bicipite e del tricipite. Il bicipite è risultato più attivo in proporzione alla richiesta di stabilità, quindi nell'ordine di manubri>bilanciere>smith machine. Mentre l'attività del tricipite brachiale venne ridotta con i manubri rispetto al bilanciere libero e rispetto alla smith machine. Gli studiosi conclusero che l'alta richiesta di stabilità nell'esercizio delle distensioni per il petto (manubri) risulta in una simile attivazione del grande pettorale e del deltoide anteriore, in un'inferiore attività del tricipite brachiale e in una maggiore attività del bicipite brachiale.

### Conclusioni

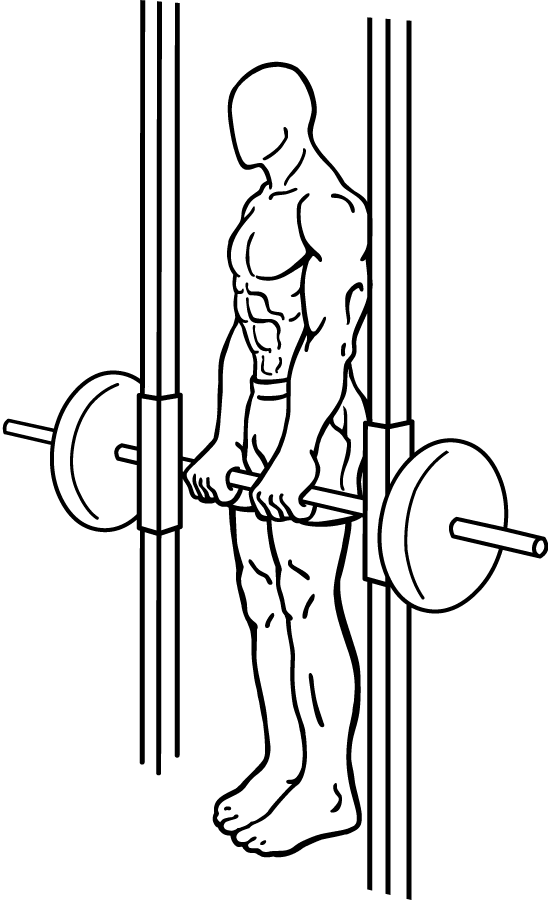
Fase iniziale di una scrollata alla smith machine

I pesi liberi sono generalmente preferiti alle macchine da bodybuilder e atleti di forza in quanto pensati per offrire una condizione di instabilità che richiede una maggiore intervento della muscolatura del tronco e/o dei muscoli stabilizzatori. Le macchine, tuttavia, sono più facili da usare da parte dei principianti e non richiedono allo stesso modo l'intervento di un assistente per essere praticate. Diversi studi hanno confrontato i pesi liberi e gli esercizi alle macchine con un simile modello di movimento per determinare quale sia il migliore in termini di attivazione muscolare, carichi sollevati, sicurezza, e cinematica del movimento, tuttavia, a differenza di quanto espresso da alcuni autori e coach, non si è tutt'oggi riusciti a trarre delle conclusioni definitive riguardo alla superiorità o alla spesso supposta inadeguatezza del macchinario rispetto ai pesi liberi.
Effettivamente, la relazione tra gli esercizi eseguiti alla smith machine o ai pesi liberi è tutt'oggi oggetto di dibattito tra atleti, allenatori e ricercatori. Una critica frequente verso l'uso del macchinario in questione è che esso vincola il movimento del bilanciere obbligandolo a percorrere un piano perfettamente diritto aumentando il rischio di infortuni. Tuttavia, le evidenze scientifiche a supporto di questa ipotesi sono carenti, in alcuni casi estrapolate da casi di studio in cui i soggetti hanno subìto un infortunio associato ad una tecnica esecutiva scorretta su esercizi multiarticolari complessi come lo squat. Altri autori infatti indicano che il sovraccarico articolare e muscolare sulla smith machine possa essere modulato in base alla modalità esecutiva specifica e agli angoli di lavoro delle articolazioni riducendo lo stress articolare. Inoltre, diversi documenti ne supportano l'utilizzo attribuendone un'idoneità ai fini riabilitativi grazie alle caratteristiche di esercizio a catena cinetica chiusa (CKC). È necessario segnalare che queste osservazioni trovano delle limitazioni dovute al fatto che la ricerca si è concentrata sull'analisi di soli due esercizi - squat e distensioni su panca - per poter trarre le varie conclusioni sulla valutazione del macchinario, e queste stesse conclusioni potrebbero differire in relazione ad altri esercizi. Nonostante questi dibattiti, la smith machine rimane un esercizio comune molto utilizzato nella ricerca scientifica dell'esercizio coi pesi. Studi comparativi hanno esaminato la sua efficacia e il reclutamento muscolare in relazione ai pesi liberi dando risultati contraddittori e inconclusivi.
Un importante documento scientifico recente pubblicato da Arandjelović (2012) elenca una serie di linee guida raccomandate per gli atleti. Lo studio si è concentrato sull'applicazione di un modello di calcolo della prestazione nell'allenamento con i pesi e il conseguente adattamento sviluppato mediante un'analisi sull'utilità dipendente dal contesto di diversi meccanismi di resistenza presenti nelle moderne smith machine. Tutti i 3 modelli considerati, il classico bilanciere vincolato, il bilanciere zavorrato e il bilanciere con una componente di resistenza viscosa, sono stati riconosciuti per offrire uno specifico beneficio in circostanze differenti:
- a basse intensità (55-75% 1-1RM), utilizzate tipicamente nell'esercizio di endurance muscolare, la smith machine con resistenza viscosa ha dimostrato di offrire vantaggi sia su un carico vincolato sia su contrappesi;
- ad intensità moderata (75-85% 1-RM), tipicamente impiegata nell'allenamento per lo sviluppo dell'ipertrofia, la smith machine con contrappesi è risultata la scelta migliore in termini di sviluppo della forza e di lavoro esterno totale;
- ad alta intensità (90-100% 1-RM), la scelta migliore è risultata essere più dipendente dalle debolezze specifiche dell'atleta, evidenziando la necessità di un monitoraggio continuo delle capacità di espressione della forza dell'atleta.

## Esercizi eseguibili su Smith machine
Gran pettorale
- Distensioni su panca piana
- Distensioni su panca inclinata
- Distensioni su panca declinata

Gran dorsale
- Rematore
- Rematore inverso

Deltoidi
- Tirate al mento
- Tirate al petto
- Shoulder press "avanti"
- Shoulder press "dietro"

Deltoidi posteriori/Alta schiena
- Rematore a gomiti larghi
- Scrollate

Tricipiti
- Distensioni su panca a presa stretta
- Half press

Bicipiti
- Drag curl

Cosce
- Squat
- Squat frontale
- Affondi
- Step-up
- Leg press verticale

Ischio-crurali
- Stacchi a gambe tese

Polpacci
- Calf raise in piedi
- Calf raise da seduto